# Бен Џонсон (глумац)
Френсис Бенџамин Џонсон млађи (енгл. Francis Benjamin Johnson Jr.; 13. јун 1918—8. април 1996) био је амерички глумац, каскадер и светски шампион у родеу. Најпознатији је по улогама каубоја у бројним вестерн филмовима. Његова најпознатија улога и улога која га је пробила била је улога у вестерну Дивља хорда.
Једна од најзначајнијих му је улога Сема у драми Последња биоскопска представа (1971). Ова улога донела му је Оскара, Награду БАФТА и Златни глобус за најбољег споредног глумца у играном филму. За исту улогу Џонсон је добио признања Националног одбора критичара и Удружења Њујоршких филмских критичара.
Године 1941. оженио је Керол Елејн Џоунс, с којом је остао у браку све до њене смрти 1994. Пар није имао деце. Џонсон је преминуо од срчаног удара у Меси 1996. године.